# 오지혜
오지혜(吳芝惠, 1968년 9월 3일~)는 대한민국의 배우로, 영화와 연극에서부터 주로 활약했다.

## 이력
원로 배우인 오현경과 윤소정의 딸이고, 영화감독인 이영은은 부군이다.
1989년, 영화 배우로 첫 데뷔한 그는 이후 임순례 감독의 《와이키키 브라더스》의 다수 영화 작품에 출연하였으며, MBC 표준FM에서 《문화야 놀자》를 진행했었다.

## 학력
- 서문여자고등학교 (졸업)
- 중앙대학교 연극영화학과 (졸업)

## 출연작

### 영화
- 《오! 꿈의 나라》 (1989년)
- 《태백산맥》 (1994년)
- 《초록물고기》 (1997년)
- 《8월의 크리스마스》 (1998년)
- 《아름다운 시절》 (1998년)
- 《번지점프를 하다》 (2001년)
- 《와이키키 브라더스》 (2001년)
- 《싱글즈》 (2003년)
- 《동해물과 백두산이》 (2003년)
- 《안녕, 형아》 (2005년) ... 욱이 엄마 역
- 《이대로, 죽을 순 없다》 (2005년)
- 《잘 살아보세》 (2006년)
- 《다찌마와 리: 악인이여 지옥행 급행열차를 타라!》 (2008년)
- 《똥파리》 (2009년)
- 《시선 1318》 (2009년)
- 《후궁: 제왕의 첩》 (2012년)
- 《남영동1985》 (2012년)
- 《귀향》 (2016년)
- 《귀향, 끝나지 않은 이야기》 (2017년)
- 《소리꾼》 (2020년) ... 독살주모 역
- 《그 겨울, 나는》 (2022년) ... 혜진 엄마 역

### 드라마
- 《당신 옆이 좋아》 (2002년)
- 《봄날》 (2005년)
- 《크라임 시즌1》(2007년)
- 《누나의 3월》 (2010년)
- 《드라마의 제왕》 (2012년~2013년)
- 《욱씨남정기》 (2016년)
- 《공항 가는 길》 (2016년)
- 《마더》 (2018년)
- 《이상한 변호사 우영우》 (2022년)
- 《아무것도 하고 싶지 않아》 (2022년) - 여름의 어머니 역
- 《낭만닥터 김사부 3》 (2023년) - 배유림의 어머니 역
- 《국민사형투표》 (2023년) - 양혜진 역
- 《무인도의 디바》 (2023년) - 닥터김 역
- 《엄마친구아들》 (2024년) - 유진애 역

### 라디오 프로그램(진행, 출연)
- 《문화야 놀자》 (MBC 표준FM)
- 《오지혜의 좋은 사람들》 (tbs FM)
- 《달콤한밤 오지혜입니다》 (tbs FM)
- 《EBS 책 읽는 라디오 낭독 시리즈》(EBS FM, 2015년)

## 가족 관계
- 외삼촌 : 윤삼륙 (1937년 5월 25일 ~ 2020년 7월 2일)
- 외조부 : 윤봉춘 (1902년 3월 23일 ~ 1975년 10월 21일)
- 아버지 : 오현경 (1936년 11월 11일 ~ 2024년 3월 1일)
- 어머니 : 윤소정 (1944년 7월 16일 ~ 2017년 6월 16일)
- 배우자 : 이영은 (1971년 3월 24일 ~ )
  - 딸: 이수린